# La visita meravigliosa (opera)
La visita meravigliosa è un'opera lirica di Nino Rota su libretto dello stesso. Composta dal 1965 al 1969, l'opera venne rappresentata l'anno dopo, il 6 febbraio 1970,  al Teatro Massimo Vittorio Emanuele di Palermo.
L'opera deriva da La visita meravigliosa, romanzo fantastico con elementi satirici del 1895 di H. G. Wells che ha come protagonista una creatura angelica che misteriosamente si ritrova nell'Inghilterra di fine Ottocento.

## L'opera
L'opera nasce dalla penna del padre della fantascienza H. G. Wells, pertanto le tematiche sono affini allo sviluppo letterario dello scrittore negli anni dei suoi più grandi successi.
A influire sul racconto vi sono tutte le osservazioni tecniche e scientifiche che rendono la storia narrata emozionante e di parziale rilievo scientifico, vista la conoscenza dello scrittore sulla zoologia e sulla biologia, basta pensare alle affermazioni del medico che visita l'angelo, ritenendo le sue ali vere e proprie deformità della struttura ossea e azzardando pareri medici del tutto discutibili.
La sceneggiatura di quest'opera rotiana è alquanto statica e deludente, proponendo un interminabile serie di duetti riproponendo in maniera ostentata il paragone tra la purezza dell'angelo e l'oscurantismo degli abitanti del villaggio.
La struttura musicale, piacevole e colorita non viene completamente apprezzata per via della monocorde narrativa del testo di riferimento.

## Trama
Un angelo viene avvistato nell'Inghilterra del sud, scambiato per un grosso uccello dal piumaggio iridescente e policromo e ferito ad un'ala dal vicario del villaggio che stava andando a caccia.
Il vicario si prenderà poi cura dell'angelo e comprenderà che non si tratta di un angelo dalle fattezze conformi alla credenza religiosa né di un angelo conforme alla credenza popolare ma piuttosto di un "angelo dell'arte italiana" che proviene dalla terra dei sogni e ignora completamente gli usi e i costumi del posto.
L'angelo viene generalmente malvisto dagli abitanti del villaggio sia per il suo abbigliamento iniziale (una tunica color zafferano che desta scalpore) sia per la sua totale ignoranza sul modo di comportarsi "da gentiluomini" sia per i suoi lineamenti eccessivamente femminei; viene anche additato come pazzo e socialista. La gran parte della gente si rifiuta di credere alla sua natura angelica (il medico del villaggio pensa che le sue ali siano delle bizzarre deformità); il vicario però ci crede fermamente perché spesso l'angelo è capace di "elevarlo" (ad esempio quando suona il violino) e ritiene che l'angelo sia una persona quanto mai buona e pura che è stata inserita in un mondo corrotto e cattivo.
Per i comportamenti malvisti dell'angelo, viene intimato al vicario di cacciarlo entro una settimana; poi però, per un incidente, la casa del vicario va a fuoco mentre l'angelo era uscito; la serva, segretamente innamorata dell'angelo, torna nella casa volendo salvare il suo violino e, dopo poco, l'angelo ritorna dalla sua passeggiata e, messo al corrente di quanto accaduto, si precipita dentro la casa in fiamme per salvare la serva. Il racconto si conclude con un tragico epilogo.